# Loweina rara
Loweina rara és una espècie de peix de la família dels mictòfids i de l'ordre dels mictofiformes.

## Morfologia
- Els mascles poden assolir 4,5 cm de longitud total.
- Nombre de vèrtebres: 37-39.[5][6]

## Reproducció
És ovípar amb larves i ous planctònics.

## Hàbitat
És un peix marí i d'aigües profundes que viu fins als 1.000 m de fondària.

## Distribució geogràfica
Es troba a l'Atlàntic, el Pacífic i l'Índic.